# Famille Bustros
La famille Bustros ou Boustros est une famille éminente grecque-orthodoxe libanaise. C'est l'une des « sept familles » beyrouthines d'importance du temps de l'administration ottomane avec les Sursock, les Fernainé, les Kouadri, les Dagher, les Fayad, les Tuéni et les Gebeily.  Seigneurs féodaux et propriétaires terriens à l'origine, ils sont aujourd'hui dans les affaires et les milieux artistiques ou sont encore propriétaires terriens.
Le nom de Bustros dériverait du nom grec Silvestros. Un évêque grec du nom de Silvestros arrive entre 1620 et 1630 à Enfeh au nord du Liban, puis s'installe à Beyrouth. Parfois leur nom en français est précédé de la particule « de ».
Plusieurs membres de la famille Bustros sont cofondateurs de la compagnie Spartali & Co, compagnie d'import-export fondée au XIXe siècle qui existe toujours.
Le palais Bustros, à l'origine une des résidences de la branche Fadlallah, est un monument historique de Beyrouth sis rue Sursock. Ce palais abrite aujourd'hui le ministère des Affaires étrangères. Le palais de Nicolas Bustros, datant des années 1930, a été détruit pendant la guerre de 1975-1990. Un troisième palais appartenant à la branche Abdallah est devenu un club de fitness.
La rue Bustros, à Achrafieh, nommée en l'honneur de Selim de Bustros, est l'une des rues commerçantes et d'affaires les plus animées de Beyrouth. La rue Michel Bustros est une autre rue du quartier d'Achrafieh, appelée communément « Talaat Accaoui ».
Beirut: The Last Home Movie est un film documentaire de Jennifer Fox et Gaby Bustros qui traite de membres de la famille Bustros confrontés à Beyrouth à la guerre de 1975-1990.

## Quelques membres notables de la famille Bustros

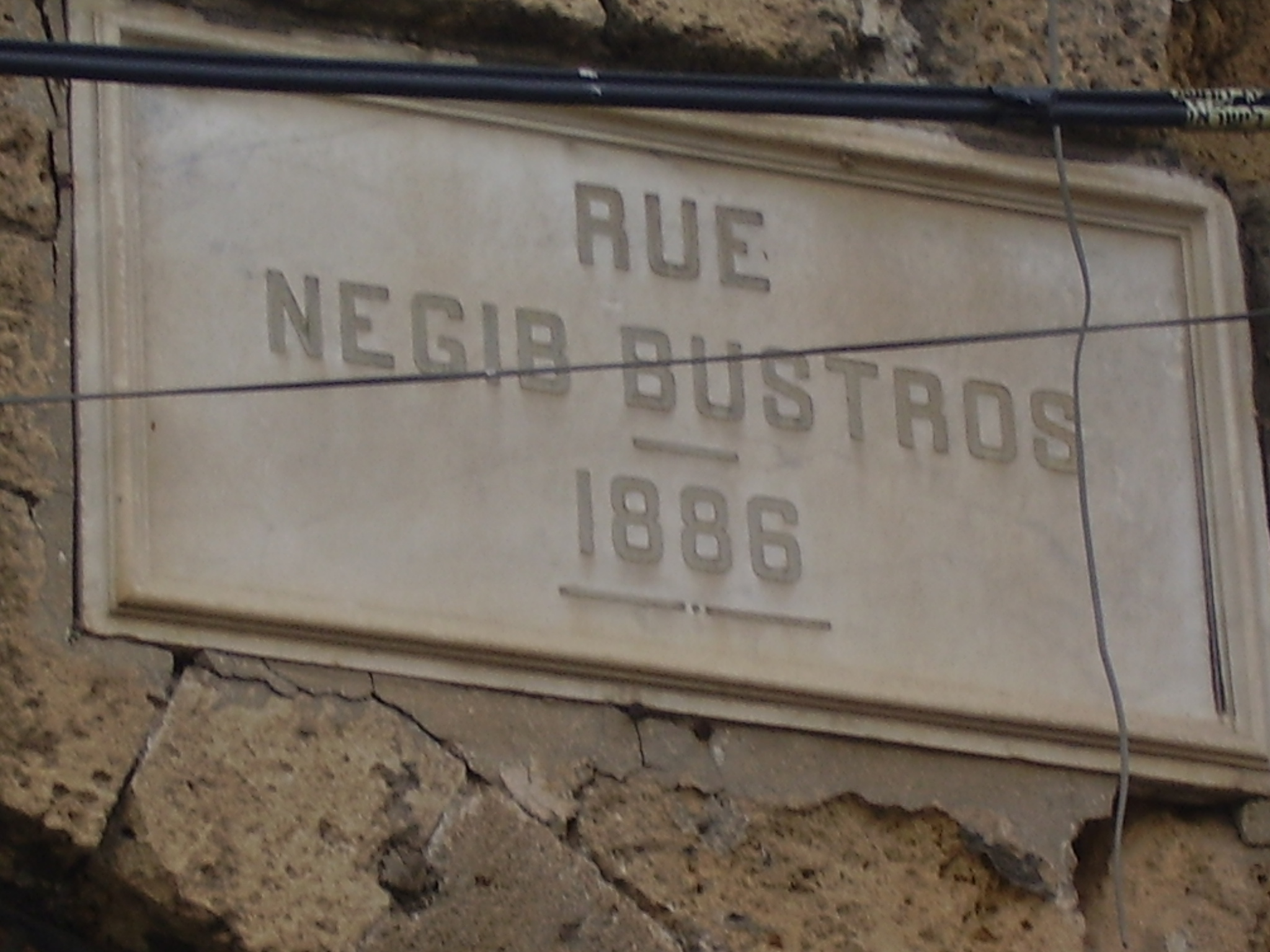
Rue Negib Bustros à Jaffa.

- Mgr Cyrille Salim Bustros, éparque de l'Église melkite grecque-catholique de Beyrouth et Byblos.
- Dany Bustros (en), danseuse et actrice.
- Evelyne Bustros, activiste pour le droit des femmes et ancienne présidente du Conseil libanais des femmes.
- Michel Sassine, fils de Laurice Sassine née Bustros, homme politique.
- Mouna Boustros: personnage du film Beirut, the Last Home Movie. Mouna Boustros meurt le 6 août 1989 après qu'un obus frappe la maison qu'elle avait refusé de quitter [1],[2].